# ألكسندر زيلين
ألكسندر زيلين هو قائد للقوات الجوية الروسية من 9 مايو 2007 حتى 27 أبريل 2012، حيث خلفه الفريق فيكتور باندريف. ولد في 6 مايو 1953 في بريفالسك. تخرج من مدرسة خاركوف العليا للطيران في 1976. تخرج من أكاديمية جاجارين للقوات الجوية في 1988.